# 註冊表清理器
注册表清理器是为Microsoft Windows操作系统设计的一类第三方公用程式软件，其目的是在Windows注册表中删除冗余雜項。
注册表清理器的必要性是一个有争议的主題。惡意軟件和恐嚇軟件通常與此類公用程式相關聯。

## 优点和缺点

### 注册表损坏
删除或更改某些注册表数据可能会導致系統無法啟動，或应用程序错误和崩溃。 一个设计拙劣的注册表清理器可能无法确定某个键（key）是否仍被Windows使用，或者删除它可能会产生什么有害影响。这可能导致功能丧失或系统不稳定。

### 惡意軟件
一些木马应用程序將註冊表清理器当作安装恶意软件的工具。最糟糕的是那些宣传「免费」的註冊表清理軟體被用戶發現，在产品真正的「修復」之前，必须花大量的钱购买产品。

### 清理效果
在Windows 9x计算机上，一个龐大的注册表可能会拖延计算机的启动时间。但是，对于基于Windows NT的操作系统（包括Windows XP和Windows Vista），这并不是什么问题，因为注册表的許多問題已經得到了改进。到目前为止，在现代版本的Windows中，由于注册表膨胀而导致的速度减慢并不是什么问题。